# Томас Гернс
Томас Гернс (англ. Thomas Hearns; нар. 18 жовтня 1958, Мемфіс, Теннессі, США) — американський професійний боксер, який виступав у напівсередній, 2-й середній, напівважкій та 1-й важкій вагових категоріях. Колишній чемпіон світу в напівсередній (версія WBA, 1980-1981), 1-й середньої (версія WBC, 1982-1986), середньої (версія WBC, 1986-1987), 2-й середній (версія WBO, 1988-1990) і напівважкій (версія WBA, 1991-1992) вагових категоріях. Загалом переміг 14 бійців за титул чемпіона світу в п'яти вагових категоріях. Один з найсильніших боксерів 1980-х років.